# Relations sino-africaines
Les relations sino-africaines sont les relations entretenues entre la République populaire de Chine et les États d'Afrique. Ces relations sont identifiées comme complexes par Henry Kissinger, ambigües et changent selon les époques, au niveau politique, économique, militaire, social et culturel. En 2013, le commerce sino-africain a dépassé 200 milliards de dollars et la Chine est devenue le premier partenaire commercial de l'Afrique . La Chine reçoit 28 % des exportations de pétrole d'Afrique et ses entreprises ont construit une grande partie du réseau d'infrastructures du continent.

## Avant 1945

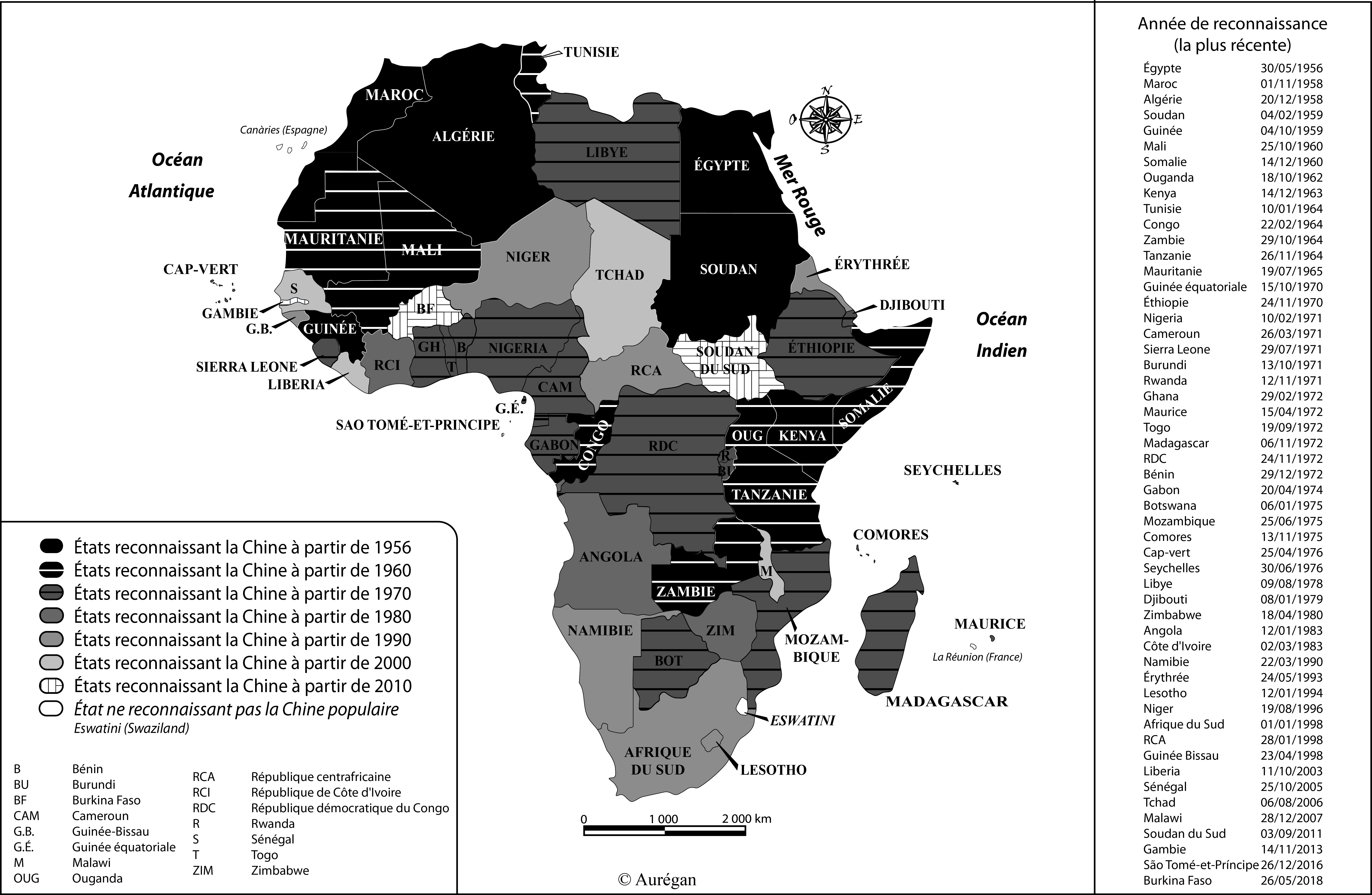
Les reconnaissances entre la Chine et l'Afrique

On sait peu de choses des anciennes relations entre la Chine et l'Afrique, bien qu'il existe des preuves de liens commerciaux précoces. Les moments forts des contacts médiévaux entre les deux entités sont les voyages de Saïd de Mogadiscio puis d'Ibn Battouta en Chine au XIVe siècle et les voyages de l'amiral chinois Zheng He en Afrique de l'Est au XVe siècle,,,.

## Relations après la Seconde Guerre mondiale
Les relations sino-africaines modernes ont débuté sous l’ère de Mao,.  Les finalités politiques et économiques de la présence chinoise en Afrique sont très différentes selon les époques.  Entre 1949 et 1977 le régime de Mao Zedong a exporté le concept de révolution.  Alors, la priorité était la formation technique, l’agriculture (irrigation, amélioration des semences), et surtout la présence continue du personnel qualifié dans l'éducation et la santé. Cette époque a vu la création du « Mouvement des non-alignés » en 1956, parmi les pays avec un héritage commun de colonialisme et la construction iconique du chemin de fer Tanzanie-Zambie .  
Après la mort de Mao, entre 1978 et 1992, Deng Xiaoping a pratiqué une longue période de consolidation et de pragmatisme, en gardant un profil bas vers l’étranger.  Ainsi, la ruée de la Chine en Afrique a vraiment commencé vers la fin des années 1990 avec les incitations du gouvernement pour que les grandes entreprises chinoises deviennent internationales. Elle ne fait pas de prosélytisme, n’a aucune prétention d’imposer la pertinence de ses institutions aux autres pays et ne donne pas de leçons.  Elle explique au pays d’accueil le succès de sa stratégie employée et invite celui-ci à l’adapter en tenant compte de sa propre culture et de sa capacité de mise en œuvre.  Après 1990, le premier mobile de l’engagement de la Chine en Afrique est devenu la sécurité d’approvisionnement des matières premières et de l’énergie. En 1999, la Chine fournit assez de médicaments au Libéria pour contenir son épidémie de fièvre de Lassa.
Les échanges commerciaux entre la Chine et les pays africains est passé de 10 milliards de dollars en 2000 à 220 milliards de dollars en 2014. Dès 2015-2016, l'économie chinoise entre dans son 13e plan quinquennal qui implique un recul de sa croissance. Couplé à la crise des commodités lancée par les émirats arabes, une forte récession des économies africaines s'ensuit. En 2019, les échanges commerciaux sino-africains représentent seulement 4% de la balance commerciale chinoise, même si 70% des exportations africaines vont à la Chine. Les importations de pétrole de la Chine  étaient composées à 30% de pétrole africain en 2008, un chiffre qui a chuté à 18% en 2018. En 2018, la totalité des prêts chinois consentis aux États africains est estimée à 154 milliards de dollars. En échange, les États africains adoptent des positions géopolitiques internationales favorables à la Chine la Chine (Xinjiang, Taïwan, Tibet, Huawei). Lors de la 8e édition du Forum sur la coopération sino-africaine (2019), le président chinois annonce un budget supplémentaire de 60 milliards de dollars pour le développement des États africains, dont 15 milliards « d'aide gratuite et de prêts sans intérêts ». Les institutions économiques occidentales parlent d'un retour du surrendettement africain, d'une Françafrique version chinoise. 
Le nombres d'institut Confucius sont aussi, en progression en Afrique.

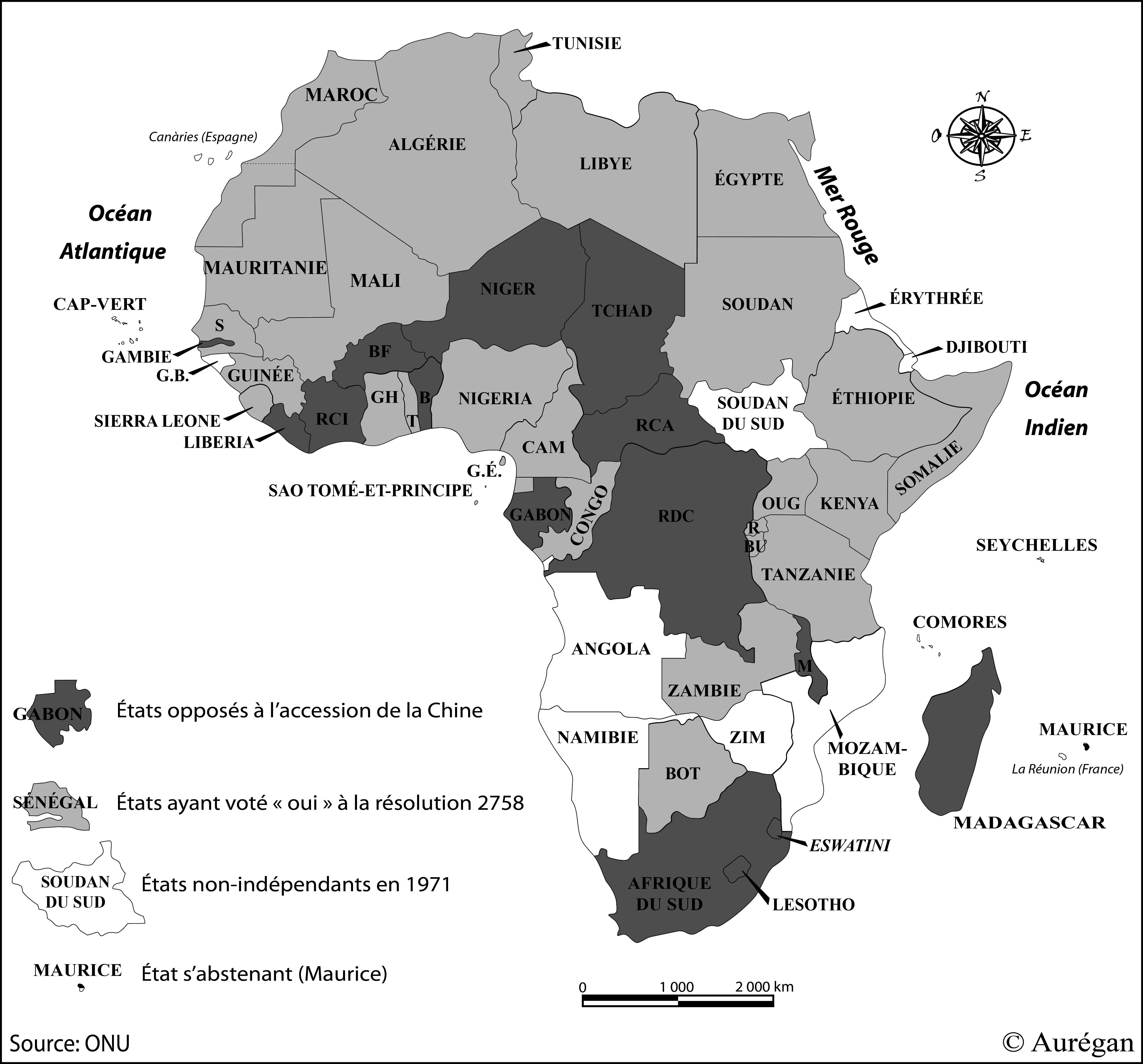
La victoire chinoise à l'ONU en 1971 vue d'Afrique

## Modèle de capitalisme d'État chinois
Le Forum sur la coopération sino-africaine (FOCAC) fut créé en octobre 2000 pour promouvoir ces relations.
En 2013, la République populaire de Chine a créé des liens économiques importants avec les nations africaines. Ainsi, on comptait plus de 1 million de travailleurs chinois en plus d'une diaspora dynamique sur le continent africain. Le commerce entre ces deux zones  a augmenté dix fois depuis 1990, et la Chine a largement remplacé les États-Unis comme premier partenaire commercial.  En plus, l'Afrique a vu un flux d'investissement massif de la Chine, à tel point que le stock du capital a quadruplé en quatre ans pour représenter 15 % des investissements de la Chine dans le monde,.    
En 2013-14, les entreprises chinoises, réputées pour leur efficacité, en gagnant deux tiers d'appels d'offres de la Banque Mondiale, construisaient l'infrastructure en 35 pays africains .  En 2014, la Banque de Développement Africaine et la Banque Centrale de la Chine (People's Bank of China) a établi ensemble le "Africa Growing Together" fond de $ 2 milliards pour financer l'infrastructure en Afrique.    En 2010, il y avait 2000 entreprises chinoises en Afrique, dont 160 en Zambie.  En termes de présence commerciale, le site www.made-in-china.com donne une liste de compagnies et l'énorme gamme de produits industriels, biens durables, pièces détachées etc., disponibles aux prix imbattables.
La Chine a développé des relations très amicales avec la Tanzanie. Son président John Magufuli affirme que « La Chine est une vraie amie qui offre son aide sans conditions. (...) Les choses gratuites sont très chères surtout quand proviennent de certains pays. Les seules qui ne coutent rien sont celles qui viennent de Chine ». Lors du huitième sommet Chine-Afrique, en septembre 2018, Pékin promet à la Tanzanie 60 milliards de dollars, dont un quart de prêt sans intérêt, un tiers de crédit et 10 milliards destiné à un fonds de financement des projets de développement. Les aides chinoises ne sont pas désintéressées puisqu'elles favorisent notamment le développement d'infrastructures (réseaux ferrés, ports) nécessaires aux activités commerciales. Depuis 2010, la Chine est le premier partenaire commercial du continent africain. La Chine s'impose également comme partenaire majeur de la Tunisie, après les États-Unis d'Amérique, et l'Europe.

### Pages liées
- Forum sur la coopération sino-africaine